# 塔爾尼夫齊
48°35′16″N 22°13′15″E / 48.58778°N 22.22083°E
塔爾尼夫齊（烏克蘭語：Тарнівці），是烏克蘭的村落，位於該國西部外喀爾巴阡州，由烏日霍羅德區負責管轄，始建於1560年，面積1.54平方公里，20**年人口853，人口密度每平方公里553.9人。